# Горења Брезовица (Шентјернеј)
Горења Брезовица (словен. Gorenja Brezovica) је насељено место у општини Шентјернеј, регија Југоисточна Словенија, Словенија.

## Историја
До територијалне реорганизације у Словенији била је у саставу старе општине Ново Место.

## Становништво
У попису становништва из 2011. године, Горења Брезовица је имала 210 становника.
| Број становника према пописима | Број становника према пописима | Број становника према пописима |
| ------------------------------ | ------------------------------ | ------------------------------ |
| 1991                           | 2002                           | 2011                           |
| 208                            | 226                            | 210                            |

Напомена: Године 2011. извршена је мала размена територија између насеља Горења Брезовица, Долење Врхпоље и Жвабово.